# 圖爾馬利納 (米納斯吉拉斯州)

圖爾馬利納（葡萄牙語：Turmalina）是巴西的城鎮，位於該國東南部，由米納斯吉拉斯州負責管轄，始建於1949年1月1日，面積1,153平方公里，海拔高度718米，2010年人口18,046，人口密度每平方公里15.65人。